# Alan Fudge

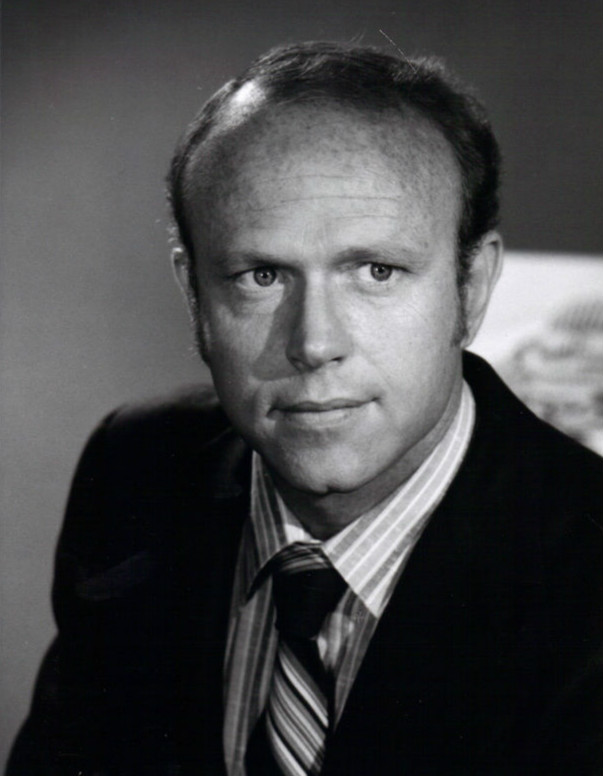
Alan Fudge 1977

Alan Fudge (* 27. Februar 1944 in Wichita, Kansas; † 10. Oktober 2011 in Los Angeles, Kalifornien) war ein US-amerikanischer Schauspieler.

## Karriere

### Film & Fernsehen
Seinen ersten Auftritt im Fernsehen hatte Fudge 1972 in der Westernserie Rauchende Colts. Es folgten diverse weitere Auftritte in bekannten Fernsehserien, beispielsweise in Unsere kleine Farm, Dallas oder Knight Rider. Wiederkehrende Rollen hatte Fudge in Mord ist ihr Hobby als Brian Wade sowie in Eine himmlische Familie als Lou Dalton.

### Musik & Theater
Von 1962 bis 1963 war Fudge Mitglied der „Ash Alley Singers“, einer Musikgruppe in Tucson. Fudge war mehrere Male am Broadway, unter anderem gehörte er zur Urbesetzung des Stückes War and Peace, das 1967 erstmals im „Lyceum Theatre“ aufgeführt wurde.

## Filmografie (Auswahl)
- 1972: Rauchende Colts (Gunsmoke, Fernsehserie, 1 Folge)
- 1973: Zwei Menschen unterwegs (Two People)
- 1973: Kojak – Einsatz in Manhattan (Kojak, Fernsehserie, 1 Folge)
- 1974: Columbo: Schreib oder stirb (Publish or Perish)
- 1974: Giganten am Himmel (Airport 1975)
- 1975: Feuerkäfer (Bug)
- 1975: Unsere kleine Farm (Little House on the Prairie, Fernsehserie, 1 Folge)
- 1975: M*A*S*H (Fernsehserie, 1 Folge)
- 1977: Barnaby Jones (Fernsehserie, 1 Folge)
- 1977–1978: Der Mann aus Atlantis (Man from Atlantis, 16 Folgen)
- 1978: Unternehmen Capricorn (Capricorn One)
- 1979: Das zweite Kapitel (Chapter Two)
- 1983: Knight Rider (Knight Rider, Fernsehserie, 1 Folge)
- 1983: Projekt Brainstorm (Brainstorm)
- 1985: Dallas (Fernsehserie, 2 Folgen)
- 1985: Ein Colt für alle Fälle (The Fall Guy, Fernsehserie, 1 Folge)
- 1987: Beverly Hills Boys Club (Billionaire Boys Club, Fernsehzweiteiler)
- 1987: Der Denver-Clan (Dynasty, Fernsehserie, 3 Folgen)
- 1989: Columbo: Tödliche Tricks (Columbo Goes to the Guillotine)
- 1990: Wunderbare Jahre (The Wonder Years, Fernsehserie, 1 Folge)
- 1990: Columbo: Luzifers Schüler (Columbo Goes to College)
- 1990: Nightmare – Hotel des Grauens (Nightmare on the 13th Floor, Fernsehfilm)
- 1991–1996: Mord ist ihr Hobby (Murder, She Wrote, Fernsehserie, 5 Folgen)
- 1993: Hör mal, wer da hämmert (Home Improvement)
- 1995: Beverly Hills, 90210 (Fernsehserie, 1 Folge)
- 1995:Baywatch Staffel 6 Folge 15
- 1997–2007: Eine himmlische Familie (7th Heaven, Fernsehserie, 24 Folgen)
- 2001: The Man Who Wasn’t There
- 2008: How I Met Your Mother (Fernsehserie, 1 Folge)